# Jerónimo de Roda
Jerónimo de Roda, ook Gerónimo en Hieronimo (Murcia, ca. 1525-1530 – Granada, 1580) was een Spaans geestelijke, rechtsgeleerde en staatsman. Hij kwam in 1570 naar de opstandige Nederlanden en zetelde onder Alva in de Raad van Beroerten en vervolgens in de Raad van State. Na de gevangenname van de Raad van State in 1576 probeerde hij het bestuur van de Nederlanden over te nemen, maar hij werd teruggeroepen naar Spanje. Voor zijn vertrek was hij in Antwerpen nog betrokken bij de Spaanse Furie. Hij sloot zijn loopbaan af als kanselier van Granada.

## Leven
Jeronimo de Roda werd eerst geestelijke en studeerde van 1554 tot 1558 rechten aan het Colegio Mayor de Cuenca (es) in de Universiteit van Salamanca, waar hij ook enkele jaren doceerde. Hij ging daarna aan de slag als auditeur in de kanselarij van Valladolid en werd opgemerkt door de machtige kardinaal Diego de Espinosa, die op last van koning Filips II de instellingen zuiverde van lauwe katholieken. De kardinaal stuurde Roda naar de Nederlanden om Alva bij te staan en in de gaten te houden. Na zijn benoeming in september 1569, kwam hij op 10 januari 1570 in Brussel aan. Hij nam onmiddellijk zitting in de Raad van Beroerten naast Luís del Rio en Juan de Vargas, op een ogenblik dat de grote processen reeds achter de rug waren. De ambitieuze Roda, die snel Frans leerde, raakte in onmin met Vargas en nadien ook met Alva. Van de weeromstuit lag hij niet slecht bij de Nederlanders, die hoopten dat hij een man van de zachtere lijn was. 
Na de verwijdering van Alva eind 1573, vond Roda meer appreciatie bij Requesens. Deze dikwijls zieke landvoogd vertrouwde hem de leiding over de Raad van Beroerten toe en zag in hem zelfs een plaatsvervanger. In april 1574 probeerde Requesens hem lid te maken van de Raad van Financiën en de Geheime Raad, maar uit vrees de grote edelen voor het hoofd te stoten, hield koning Filips het op de eerste functie en een loonsverhoging. Het verhinderde niet dat Roda in de praktijk functioneerde als een eerste minister en toegang had tot alle Collaterale Raden. Roda vond zichzelf steeds financieel ondergewaardeerd en schroomde niet om dat duidelijk te maken. In staatszaken werd zijn schraperigheid op prijs gesteld, want de schatkist was leeg en een staatsbankroet kon in 1575 niet worden vermeden.
De dood van Requesens op 4 maart 1576 liet het land zonder duidelijke opvolger. Met Berlaymont en Mansfeld nam Roda het interim-bestuur op zich, waarbij hij zich gesteund wist door Diego de Covarrubias, de nieuwe sterke man in Madrid. Zijn reputatie in de Nederlanden was echter compleet naar de vaantjes. Men vond hem wreed en compleet ongeschikt om een vrede te bewerkstelligen. Hij maakte elke toenadering tot Willem van Oranje onmogelijk. De Raad van State, aan wie de landvoogdij ad interim was toevertrouwd, begon buiten hem om te vergaderen en schafte tegen zijn wil op 14 mei 1576 de Raad van Beroerten af. Mansfeld verklaarde in juli niet meer te zetelen zolang er vijanden van het land in de Raad waren, waarmee hij onder meer op Roda doelde. In die omstandigheden verzocht de Spanjaard om zijn terugroeping, maar hij kreeg ze niet.
Toen op 25 juli het nieuws van de Plundering van Aalst de Brusselaars bereikte, was hij niet meer veilig. Mansfeld begeleidde hem naar het Koudenbergpaleis, waarrond zich dreigend volk verzamelde. De volgende ochtend werd zijn secretaris op straat vermoord. Op 1 augustus wist Roda te ontkomen naar Antwerpen, weldra vervoegd door Julián Romero en Alonso de Vargas. In de citadel vormden ze een regeringsraad die allerlei proclamaties begon uit te vaardigen, tot grote onvrede van zowat iedereen. Op 11 september besliste koning Filips II hem weg te halen uit de Nederlanden door in te gaan op zijn eerdere verzoek. Dit bericht was echter enige weken onderweg en ondertussen verslechterde de situatie zienderogen. 
In overleg met Oranje pleegden de Staten van Brabant op 4 september een coup door alle leden van de Raad van State in het paleis te arresteren. In Antwerpen oordeelde Roda dat hij nog de enige op vrije voeten was en besloot hij de bevoegdheden van de Raad zelf te gaan uitoefenen. Hij riep zich op 16 september uit tot gouverneur en kapitein-generaal van de Nederlanden. Terwijl in Gent de Pacificatie werd onderhandeld en zijn usurpatie in pamfletten aan de kaak werd gesteld, bleef Roda oekazes rondsturen. Toen op 4 november de verschrikkingen van de Spaanse Furie huishielden in Antwerpen, werd hij ervan beschuldigd de opdrachtgever te zijn. Zijn exit was onvermijdbaar, maar hij wilde niet gaan tot elke prijs. Een plaats in de Koninklijke Raad van Castilië sloeg hij af omdat het een degradatie zou zijn. Na de komst van Don Juan van Oostenrijk keerde Roda in 1577 dan toch terug naar Spanje, waar Covarrubias hem plaatste in Granada.

## Publicatie
- De Auctoritate concilii generalis et de obligatione ejus decreta observandi (toegeschreven)